# Date de naissance
Pour un article plus général, voir Naissance.

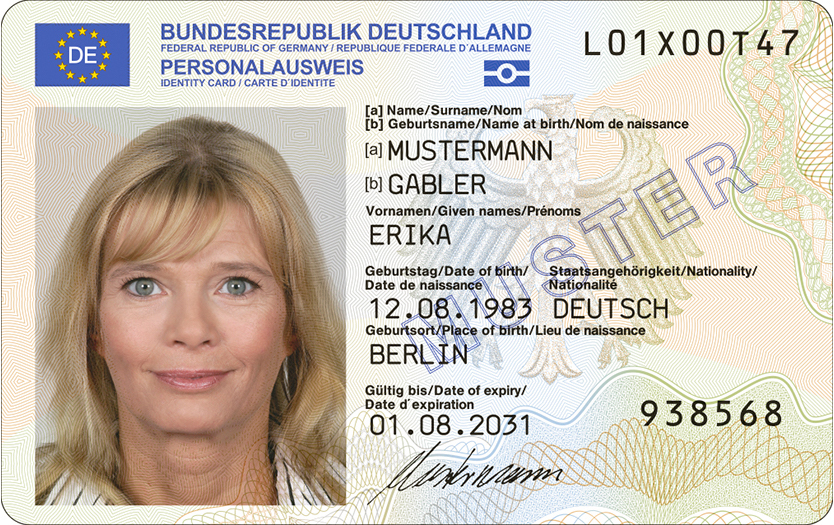
La date de naissance d'Erika Mustermann est le 12 août 1983, sur cette carte d'identité allemande.

La date de naissance est une information biographique sur une personne, correspondant à la date à laquelle elle est née.

## Usage
La date de naissance d'une personne détermine son âge.
Dans de nombreuses cultures, la date de naissance est célébrée tous les ans lors de l'anniversaire.
La date de naissance est inscrite sur de nombreux documents officiels, au premier chef desquels l'acte de naissance, mais aussi la carte d'identité, le passeport, etc. Les différents numéros d'identification nationaux qui sont attribués aux personnes contiennent souvent leur date de naissance.
En astrologie, la date de naissance d'une personne permet d'établir le thème astral, pseudo-science censé définir la personnalité, voire le destin de cette personne.

## Saisonnalité de la date de naissance

Heat map du nombre moyen de naissances par jour de l'année, aux États-Unis (en haut) et au Royaume-Uni (en bas). Les dates de naissance les plus courantes apparaissent en rouge, les moins courantes en bleu.

Avant le XXe siècle, la saisonnalité de la date de naissance est très marquée, avec plus de naissance à la sortie de l'hiver, en février et mars, et beaucoup moins en juin, juillet et décembre. Cela s'explique par une baisse de fécondité durant les périodes de disette, par un respect des temps de pénitence du calendrier chrétien, Carême et Avent, et par la séparation des conjoints et la fatigue lors des grands travaux des champs (moisson, battage, labour, etc.). Ces causes disparaissent avec l'avènement de la modernité, et dès les années 1950, on observe que le pic de naissance est passé de février-mars au mois de mai.
Selon plusieurs études démographiques, la saisonnalité des naissances a évolué au cours des dernières années. En 1975, il naissait beaucoup plus de personnes au printemps, entre avril et juillet, que le reste de l'année. Depuis, le mouvement saisonnier s'est aplani, et le pic de naissance, moins marqué, est passé de mai à septembre, aujourd'hui le mois le plus fécond. Le mois le moins fécond est le mois de décembre.
Jusque dans les années 1980, les naissances en avril-mai peuvent trouver une explication dans une procréation plus importante durant les congés d'étés (en juillet et août). Elle peut s'expliquer aussi par la saisonnalité des mariages, statistiquement plus nombreux en juillet. Depuis, une explication complémentaire est trouvée dans l'allongement de l'âge de moyen de la maternité, et de la baisse naturelle de fertilité qui en résulte. Le délai augmente entre la décision d'arrêter la contraception (en été) et le début de la grossesse. Cette évolution est observée dans plusieurs pays d'Europe. Enfin, le pic de naissance, concentré dans la semaine du 24 septembre, correspond à une conceptions le jour du Nouvel An. Peut-être y a-t-il alors une baisse de vigilance contraceptive à cette date-là, comme semble le montrer un plus grand nombre d'interruptions volontaires de grossesse pour des conceptions survenues le 1er janvier. Ainsi, entre 2004 et 2006, il y a en moyenne 470 interruptions par jour, pour 530 pour cette date-là.
On observe un « effet canicule » en France pour les épisodes de fortes chaleurs, avec moins de conceptions ces étés-là. Une explication donnée à cette saisonnalité des naissances est une moindre fécondité du fait de la chaleur, une moindre activité sexuelle et un rattrapage les mois suivants,. 
Du fait de la médicalisation croissante des accouchements, que ça soit par déclenchement médicamenteux ou césarienne, il nait statistiquement plus de personne en semaine que le week-end. En France, on observe toutefois depuis 10 ans une réduction de l'écart entre jour le plus fécond et le moins fécond, le dimanche, peut-être du fait d'un retour en force des idées d'une fécondation plus « naturelle ».